# 時空の覇者 Sa・Ga3
『時空の覇者 Sa・Ga3 [完結編]』（じくうのはしゃ サガスリー かんけつへん）は、1991年12月13日に、スクウェア（現スクウェア・エニックス）からゲームボーイ（以下、GB）で発売されたロールプレイングゲーム。サガシリーズの1つである。北米版のタイトルは『Final Fantasy Legend III』で、ファイナルファンタジーシリーズ（以下、FFシリーズ）の外伝として扱われている。スクウェアとしてはゲームボーイ最後の作品となった。
セーブはバッテリーバックアップで、3つまで可能。
2011年1月6日にニンテンドーDSでのリメイク版『サガ3時空の覇者 Shadow or Light』が発売された。2020年12月15日に発売されたNintendo Switch用ソフト『Sa・Ga COLLECTION』にはゲームボーイ版の完全移植版が前々作、前作と併せて収録されている。

## ゲーム内容

### 前作からの変更点
この作品は、これまでのサガシリーズに関与していなかったスタッフが制作しており、前々作『魔界塔士Sa・Ga』（1989年）や前作『Sa・Ga2 秘宝伝説』（1990年）にあったサガシリーズ独自のシステムがいくつか廃止されたが、新たな追加点もある。
戦闘関連
- 武器・盾・能力（=特殊能力、後述）の使用回数制を廃止した（爆弾系・重火器系の武器を除く）。
- 装備を換装して最大HPが変動する場合の現在HPは、前作では最大値が増加した場合は現在値も同じ分だけ増加し、最大値が低下しても現在値は最大値を割りこまなければそのままだったが、今作では「現在HP/最大HP」の割合がそのまま保たれる形で、現在HPも増減する。
- 魔法は、使用回数制を廃して数量制(MP)を導入した。
- AI 型戦闘システムの「おまかせ」を導入した。
- 先制攻撃判定は、敵味方のレベルによって行われる。
- 前作までは、弱点を突く「特効」によって通常以上のダメージを与える「クリティカルヒット」が発生していたが、本作では特効とクリティカルが別箇の扱いとなった。特効・クリティカルのどちらも本作では「攻撃力を倍換算して大ダメージを与える」効果になっている。敵の防御力を加味する前に威力を倍増させるため、実際は倍以上の破壊力が出る。なお、クリティカルの発生条件はランダムに発生するようになっており、したがって特効とクリティカルが同時に発生する可能性がある。そのため、うまく重なれば通常の4倍以上のダメージを与えることが可能。ただし魔法攻撃では発生しない。
- 属性の概念が変更されている。ダメージに関わる属性は、炎・冷気・稲妻・地震・竜巻・ダメージの6種。
  - 稲妻属性は、単独で存在しているのではなく、冷気+竜巻の2属性が重複した状態。したがって、稲妻が弱点ならば冷気と竜巻も弱点であり、稲妻に耐性があれば冷気と竜巻にも耐性がある。
  - ダメージ属性は、前作・前々作でいう「武器属性」にあたり、多くの直接攻撃に付加されている。
- シリーズの中でも珍しい現象として、魔法攻撃を外すことがある。本作には「確実に攻撃を命中させる手段」が極めて少ない。
- 魔法攻撃を反射させる効果が、全体を対象にした魔法に対しても有効になった。ただし全体魔法を反射した場合、敵にダメージを返すことは出来ず、回避効果にとどまる。
- 味方パーティは全員が1グループとして扱われる。そのため、前作までは1グループを対象にした攻撃を味方側が受けた場合、1人が1グループだったために対象は1人に限られていたが、本作では全員が1グループのため全員が対象となる。
- 敵は1体ごとに画面に表示されるようになったため、同じグループに出現した敵のうち、どの個体をターゲットにするかを指定できるようになった。
  - それに合わせ、ステータス異常や各種攻撃の命中判定も、1体ごとに行なわれる仕様に変更された。
- 敵にサイズが設定され、画面内に収まる分までしか出現しない。そのため、大型の敵は出現数が少なくなる。ただし味方にはこの法則は適用されず、敵の場合では3体程度しか一度に出現できない個体であっても、味方が変身する際は関係なく、4人全員が大型の個体に変身していても問題ない。
- 敵が落とす「肉」（および今回追加された「パーツ」、詳細は後述）を食べて変身した場合、HPは回復しなくなった。ただし食べて変身しなかった場合、HPが回復するようになった。
- 一定以上の大型の敵（モンスター、獣人）は、倒した時に巨大肉を落とす場合がある。食べると変身した場合でもHPが回復する。
- 同種の敵が別々のグループを組んで出現することがある。そのため、1グループを対象にした攻撃を仕掛けても、同種の敵すべてをターゲットにできるとは限らない。
- HPが減ると行動パターンを変化させる敵が、通常の雑魚敵を含めて非常に多くなった。前作や前々作にもそうした敵は存在したが、ほんの一握りの主要ボスに限られていた。
- 攻撃範囲を変化させることができる行動が存在する。そのような行動は、ターゲットを決めるカーソルが出現している際に、最上列を指定中に十字キーの上ボタンをもう1度押すことで、範囲を広げることができる。ただし、範囲が広がった分だけ1体あたりに与えるダメージは減る。
- 敵⇔味方にターゲットを切り替えられる行動が存在する。同様の手順で、十字キーの上下で敵味方のいずれかを指定できる。主に回復系やステータス異常系にそうした機能を備えたものは多く、回復系をアンデッドに仕掛けてダメージを与えられるほか、ステータス異常攻撃を味方に放つことで逆にそのステータス異常を治療する効果がある。
  - 前者は、味方が敵に仕掛けた場合のみ発生する。たとえ対象がアンデッドであっても、味方同士の回復は通常通り機能する。
  - 後者は、例えば石化させる魔法「ストーン」を味方に使用することで、石化状態を治療できる。
- 能力は、ダメージを与えるタイプのほとんどが、武器での攻撃力に関わるパラメータ「攻撃」および「HPの最大値」に依存するようになり、一見すると魔法攻撃のように見える「炎」「稲妻」のような類も例外ではなくなった。
- 味方を庇うコマンド「まもる」が追加された。指定した味方のダメージなどを肩代わりする（全体攻撃などを受けた際には、庇った分は無効化できるため、二重にダメージを受けることはない）。2人以外が特定の1人を一度に庇うことはできず、誰かを庇って受けた攻撃をさらに他の味方が庇うこともできない。

成長・パーティ管理
- パラメータが細分化された（後述）。
- 「のうりょく（装備欄）」として1つにまとめられていた能力・魔法・アイテムが、それぞれ別カテゴリに分けられた（ただし敵キャラクターは、これまで同様に同一カテゴリとして扱われる）。パラメータと能力が固定のモンスター種族でも、魔法の付け替えは他の種族同様に自由であるため、戦い方の幅が広がっている。
- 装備できる武器や盾の数が1つに制限された代わりに、戦闘中に付け替え可能になった（ターンは消費しない）。戦闘中にアイテムとして使うことで特殊な効果を発揮する武具も登場している。
  - 戦闘中に装備品をアイテムとして使う場合、装備していなくても使用可能。1個のアイテムを1ターンに全員で使いまわすこともできる。
- エスパーが能力を身につけることが不可能になった。逆に、前作のメカはほとんど能力を身に付けられなかったのに対して、本作のサイボーグ、ロボットは多数の能力を身に付けている。
- 隊列の並べ替えが不可能になり、全員が均等の確率で敵の攻撃のターゲットになる。
- 前作までは種族を自由に選ぶことができたが一度選んだ種族の変更はできなかった。今作では、初期状態こそ人間、エスパーのどちらかだが、肉を食べることによってモンスターに変身できるようになり、さらには新たに導入された「パーツ」を取り付けることでロボットにも変身できる。
- 人間とエスパーの成長は、熟練度制（戦闘時の行動によってパラメータが個別成長するシステム）ではなく経験値レベルアップ制となった。他の種族も、変身強化の際に現在のレベルが判定に使用される。
- 一時的にパーティに加入するシナリオキャラクター(NPC)は前作と同様に成長せず、魔法の追加もできない。装備の追加は可能だが一度装備してしまうと決して外せなくなる。

移動時
- 町の人々の会話を自動記録する「メモ」は廃止された。
- 特殊能力「テレポート」、アイテム「ドア」は廃止され、異なる世界を自由に行き来することは原則不可能となった。
- 特定のマップでは、移動時にBボタンを押すとジャンプして1マス分飛び越えられるため、邪魔な落とし穴や通行人に引っかかることなく進める。

次作『ロマンシング サ・ガ』以降にも共通
- 一度に多くのアイテムを所持できる（今作では最大32種類）。同じ種類は99個まで持てるが、武器や防具は9個まで。装備品を外した際に、その装備品がアイテム欄側に10個以上貯まる場合は、9個を超える分は捨てられることになる（警告文が出る）。
  - その代わり、本作ではアイテムを直接装備することはできない。また、戦闘中にストックしてあるアイテムを自由に使用できる作品は、原則的に本作（およびリメイク版）のみ。
- 石化以外のステータス異常は全て戦闘終了後に自動的に治療される。
- デフォルトで防御コマンドが用意されている。本作では「かわす」表記。
- 主人公を含むメインメンバー4人に初めて名前が用意され、自分が一から名前を決めることはなくなった。名前の変更は可能で、文字数は6文字に増やされた（次作以降は8文字まで）。
- 戦闘がFFシリーズのようにパーティグラフィックも表示されるようになった。そのため、ステータス異常も視覚化されている。また、ダメージ数値も戦闘アニメーションで表示される仕様になっている。ただし、ダメージと回復を視覚的に見分けることはできない。
- 戦闘中、狙いを定めていた敵や味方が事前に倒された場合、行動の対象が残りの敵または味方に自動的に割り振られる（オートターゲット）。

### 装備品
武器
攻撃用の装備で、装備は1つまでだが戦闘中に付け替え可能。いずれもサイボーグのHP・攻撃力を特に補強する。
- 白兵戦用武器 - 剣・斧・槍など。人間が扱いを得意としており、使い手の攻撃力が上がるほど威力が高まる。
- 弓 - 白兵戦用の武器と違って得意とする者は特にいないが、使い手の攻撃力が上がるほど威力が高まる。
- 銃 - 誰が使っても基本的な銃の性能によって一定水準の威力をもたらす。
- 兵器 - 爆弾・重火器など。誰が使っても基本的な性能によって一定水準の威力をもたらし、破壊力は大きいが使用は1個1度のみ。ただしアイテム欄のストックが2つ以上ある場合、まとめて装備するため、その数だけ装備したまま使える。
- 技 - 獣人が扱いを得意としており、使い手の攻撃力が上がるほど威力が高まる。
- 聖剣 - 武器を使用できないモンスター種族を除けば、どの種族でも扱いを得意としている。使い手の攻撃力が上がるほど威力が高まる。即死を遮断する相手には破壊力が上がる。
- 能力 - 厳密には装備品ではなく、人間とエスパー以外の種族が持つ特殊な攻撃方法。それぞれの種族が元来持っている力を使う。前作までと異なり、使用回数に制限は無い。前作・前々作で言う「特殊能力」のことであり、能力値（パラメータ）のことではない。

防具
防御用の装備で、原則装備は1つまで。戦闘中に付け替えは原則不可能。
- 盾 - 唯一戦闘中に付け替え可能な防具。優秀な耐性を備え、サイボーグのHP・攻撃力を補強する。本作では他の防具同様に防御力を補強する効果になっており、「戦闘中に使用して回避・防御の効果を引き出す能動的用途をする防具」ではない。
- 鎧 - 胴体用防具。パラメータの補強をするものが多く、サイボーグのHP・防御力を特に補強する。
- 兜 - 頭用防具。鎧同様にサイボーグのHP・防御力を特に補強する。
- 小手 - 腕用防具。サイボーグのMP・素早さを補強する。
- 靴 - 足用防具。サイボーグのMP・素早さを補強する。
- 飾り - 唯一2つ装備できる防具。戦闘中に使用すると魔法が発動するものが多い。耐性に優れ、サイボーグのMP・魔力を補強する。

### 魔法
魔法は大きく「黒魔法（攻撃魔法中心）」「白魔法（回復魔法中心）」「古魔法（攻撃・回復の両方）」の3種類に分けられ、さらにそれぞれ8段階のレベルに分けられている。黒・白・古をあわせて各レベル6つの魔法が存在するが、1レベルごとに1人3つまでしか覚えられない。中には異次元の神々たちの名を冠したものもある。魔法は手に入れた時点ではアイテム扱いであり、装備させると「覚えた」事になり、初めて使用が可能となる。覚えた魔法をアイテム欄に戻すこともできる。使用にはMPを消費する。
入手方法
- 町の魔法屋で購入する（黒魔法、白魔法、低レベルの古魔法）
- イベントで入手する（ムオン、サモン、メタモルなどの特殊な古魔法）
- 異次元世界の魔導士シャルルに魔法石を預けて、魔法を作ってもらう（古魔法に多い）

魔法石
炎・水・風・大地の属性を持つ石で、特定の場所で合成することによって強力な魔法を作ることが可能。数に限りがあり非常に貴重。
他にも光・闇の属性を持つ石もあるが、これらは合成すると強力な武器や防具になる。
戦闘中にアイテムとして使うことで魔法が発動する武具に関しては、MPは消費しない。

### ステータス
HP
ダメージを受けると減り、アイテムや魔法などで回復可能。0になると戦闘不能になり、戦闘終了後1に回復する。
MP
魔法を使うと減り、アイテムなどで回復可能。
攻撃
武器や特殊能力を使用した時の攻撃力。
素早さ
行動の速さを表したもの。高いほど先に行動できる。
魔力
魔法を使用した時の攻撃力。
命中
攻撃や魔法を敵に使った時の当たりやすさ。大部分はレベルアップにより高められる。
防御
敵の物理攻撃に対する抵抗力。大部分は防具により高められる。
魔法防御
敵の魔法攻撃に対する抵抗力。大部分は防具により高められる。
回避率
敵の物理攻撃の避けやすさ。大部分は防具により高められる。
魔法回避
敵の魔法攻撃の避けやすさ。大部分は防具により高められる。
耐性/弱点
装備品や特殊能力によって得られる、得意/苦手な属性。敵からの攻撃に対し、○印のついている属性へは抵抗力を持つ（ダメージ系なら威力を半減・状態系なら無効化）。×印のついている属性へは弱くなる（威力が倍増する）。いずれも防御力を加味する前にダメージを増減するため、実際は半減・倍増以上の効果がある。

### 種族の種類
人間、エスパー
レベルアップによりステータスが成長する。人間は体術以外の武器、エスパーは魔法の威力に上昇補正がある。武器・魔法は使えるが、特殊能力は使えない。
獣人
レベルアップによって強い獣人に自動的に変化する。肉を食べて変身する事も可能。能力は変身した個体のステータスに準拠するが、防御力は下方修正されており装備品の補強が必要。素手と体術系統の武器の威力に上昇補正がある。武器・魔法・特殊能力のいずれも使用できる。
モンスター
レベルアップして肉を食べることで強いモンスターに変化する。能力や耐性は変身した個体のステータスとなり、装備品の効果が発揮されなくなる（装備自体は可能）。魔法・特殊能力は使えるが、武器は使えない（アイテムとして魔法を発動させることは可能）。
サイボーグ
レベルアップしてパーツを取り付けることで強いサイボーグに変化する。能力は変身した個体のステータスに準拠するが、ステータスは全てかなり下方修正されており、その分は前作のメカと同様に装備品の補強分が他の種族より高くなっている。武器・魔法・特殊能力のいずれも使用できる。
ロボット
レベルアップしてパーツを取り付けることで強いロボットに変化する。能力は変身した個体のステータスに準拠するが、ステータスは大きく下方修正されており、店売品の「エネルギーP」などの成長アイテムを使って成長させる。武器・特殊能力は使えるが、MPは0になるため魔法は原則使えない。

#### 変化の方法
各種族には、それぞれ「火」「水」「土」「風」の属性が設定されており、人間、エスパー以外の種族は、(1)肉やパーツを食べた時点のレベル、(2)食べたキャラクターの属性、(3)食べる肉やパーツの属性の3要因から、自動的にどのモンスター、サイボーグ、獣人、ロボに変身するか決定される。
種族の対立構造は下図のようになっている。変身前の種族から肉、パーツの種族側に1つ分だけ変化する。
|                        | モンスター        |                  |
| モンスターの肉         | -------↑ ↓------- | パーツ、獣人の肉 |
|                        | 獣人              |                  |
| 肉                     | -------↑ ↓------- | パーツ           |
|                        | 人間、エスパー    |                  |
| 肉                     | -------↑ ↓------- | パーツ           |
|                        | サイボーグ        |                  |
| 肉、サイボーグのパーツ | -------↑ ↓------- | ロボットのパーツ |
|                        | ロボット          |                  |

同じ種族の肉、パーツを使用した場合は同種族の別タイプに変身するが、なかには変身しない組み合わせもありその場合はHPが回復する。

### ステスロス
かつてソール神が異次元の神々と戦った際に使った戦闘機でありゲーム前半では過去世界・未来世界にワープするためにタイムマシンとして使う。異次元世界に舞台を移したゲーム後半では移動手段となる。1号機と2号機があり、実は人工知能に人間の脳が使われている。
備考
デザインはステルス戦闘機である F-117 ナイトホークをモデルとしている。ゲーム開発当時の1991年は湾岸戦争があり、そこでの活躍が連日新聞やテレビで放映され、一躍有名となった。

#### ステスロスのパーツ
ステスロスの武器やワープ機能などである。昔、ソールが異次元の神々を倒した後、パーツを世界のあちこちに分散した。ゲーム序盤はステスロスのパーツを集める旅となる。滞在している世界・時代で未回収のパーツの数は、序盤に入手する「レーダー」で確認できる。
武器
ステスロス飛行時に敵と遭遇したとき、ステスロスが先制攻撃を加える。ステスロスで倒せなかった場合や敵から不意打ちを受けた場合、敵は船内にワープしてくるため直接戦闘となる（逃げることは可能）。
波動砲
ステスロスに初期搭載されている武器である。敵全体に100程度のダメージを与える。
メーザー砲
敵全体に雷属性の300程度のダメージを与える。
タキオン砲
敵全体に風属性の500程度のダメージを与える。
メビウス砲
敵全体に無属性の700程度のダメージを与える。
ステルスバリア
武器ではないが、敵と遭遇しなくなる。
エンジン
ステスロスを動かすのに必要不可欠である。上位のエンジンを保有していれば、下位のエンジンを選択していても海もしくは山を移動できる（エンジン選択はスピード調整にも使える）。また、「リモコン」を使えばステスロスの通常移動では来られない地域（例えば、駆動エンジンしかない時点で海を隔てた場所）へも呼び寄せられる。
駆動エンジン
平地のみを移動できるエンジン。
ホバーエンジン
平地と海を移動できるエンジン。スピードは駆動エンジンより速い。
飛行エンジン
平地、海、山を移動できるエンジン。スピードは最も速い。
ワープ
別の時代もしくは別の世界にワープするときに用いる。
過去ワープ
サガ世界の過去と現在を相互にワープできる。未来からは現在を経由する必要がある。
未来ワープ
サガ世界の現在と未来を相互にワープできる。過去からは現在を経由する必要がある。
時空ワープ
サガ世界から異次元世界にワープできる。サガ世界のどの時代にいても使用できるが、一度使うと壊れてしまうので、異次元世界からはゲームをクリアするまでサガ世界には戻れない。
オプション
カプセルホテル
HP、MPを無料で回復できる。
浄化マシン
種族変化に用いる（表示中のキャラクターが、人間やエスパーに1段階戻る方向へ変化する）。

## 設定

### ストーリー
昔、ラグナを中心とする異次元の神々がサガ世界に侵攻してきた。サガ世界の神ソールは、戦闘機ステスロスを用いて異次元の神々を封印し、サガ世界の平和を守った。戦闘機ステスロスは神殿に封印され、パーツは世界各地にちりばめられた。
それから長い年月を経て、異次元の神々は封印を脱し、サガ世界への移住を目的に再度侵攻を試み始めた。彼らはサガ世界の全ての時代の上空に、異次元と繋がる巨大な水瓶を出現させ、異次元の魔物と大量の水を送り込んだ。そのためサガ世界は陸地のほとんどが沈没し、残りの世界も魔物の攻撃を受けて滅亡寸前となっていた。これを打破するべく、サガ世界の戦士の1人ボラージュは、まだ幼児であったデューン、ミルフィー、ポルナレフの3人をタイムマシンに乗せ、まだ深刻なダメージを受けていない過去の時代に送り込み、過去のサガ世界の人間ギルに預けて救世主として育てるよう要請し、歴史を変えるよう目論んだのである。
成長したデューンたち3人とギルの孫娘シリューは、滅びの未来を変えるためにはステスロスが不可欠であることを知り、過去・現在・未来を時間移動してパーツを集めることになった。しかし、異次元の神々が次々と行く手を阻むことになる。

### 世界
世界は大きくサガ世界と異次元世界に分かれる。サガ世界はソール神が作った世界で、異次元世界はラグナ神を中心とした神々の発祥の地である。
サガ世界は過去・現在・未来の3つの時代の世界に分かれる。水瓶が吐き出す大量の水の影響を受け、未来に行けば行くほど陸地面積が狭くなる。それぞれの時代ともに陸上のほか、海底にも行くことができる（海上や海底の移動は、イベントで入手する古魔法「ムオン」「サモン」を使う）。それぞれの時代の空中には、ソール神の住む浮遊大陸が公転している。
異次元世界は、地上と地底に分かれる。地上は人間が神々に脅かされて生活している世界で、地底はラグナ神に忠誠を誓うモズマ族の住む世界である。サガ世界と違い「ムオン」「サモン」は使えず、連絡船やステスロスで海上を渡る。
通貨単位は前作までと同様「ケロ」で、両世界共通。
全体的に、SF・北欧神話・幻想世界といったものがモチーフとなっている。

#### サガ世界の町
神殿（過去・現在・未来）
ステスロスが封印されている。ストーリー前半では、封印中のステスロスから過去や未来にワープして冒険を進める。
ダームの町（現在・未来）
長老ギルが神殿近くに作った町。滅びの未来から送り込まれたデューンたち3人はこの町で育てられる。過去世界には、長老ギルがまだ町を作る前の時代ゆえに、まだ町はない。未来世界では、町は水没してしまったが、別の場所に移されている。
イレムの町（過去・現在・未来）
西の大陸の洞窟に作られた町。過去世界ではおおばばさまが、現在世界と未来世界ではクロノスが町の指導者となり、魔物の攻撃から町を守っている。町の宿には温泉があり、ステータス治療ができる。更にその先には魔法屋がある。
レイの町（過去）
人間がサハギンの姿になってしまう伝染病が蔓延している町。現在世界では既に町が滅んでおり、周辺の海岸はレイの入江と呼ばれている。
ムーの町（過去・現在・未来）
海底の町。現在以降、レイの町と同じように伝染病が蔓延する。未来世界では身も心もサハギンと化し、デューンたちが話しかけると戦闘状態になる。メタモルの魔法でサハギンに変身することで会話が可能になる。
バイパーの都市（未来）
異次元からの侵略に対抗する革命軍の本部がある都市。近未来型で移動用の自動車などが完備され、デパートも設置されている。
ヤディスの村
浮遊大陸唯一の村。村の中央には大きな橋がかかっており、その下には雲の海が見える。

#### 異次元世界の町
ダリウスの町
異次元世界に到着した時の最寄りの港町。海が荒れており、到着時点では定期船は出航されていない。
ハーミットの村
異次元の神の1人フェンリルによって、村人が石にされている村。
キナイアの町
デパートや専門店街が立ち並ぶ、異次元世界で最も商売が盛んな港町。
ステスロスの町
デューンたちよりも先に異次元世界にワープしてきた革命軍のメンバーが作った前線基地。
ザカリオンの町
聖剣エクスカリバーが埋まっており、これを手にいれようとする者や、彼ら相手に商売をする者が作りあげた町。
クラウドの町
名前のとおり、雲（クラウド）の上に作られた町。異次元世界唯一の、人間の王によって統治されており、王はサガ世界のイレムの町出身。
ポートルの町
地底入口がある町。地底へは通行証がないと通らせてもらえない。
モズマの町
地底の町。住民のモズマ族はラグナ神に忠誠を誓っており、人間はもとより地上の魔物も信用しておらず、メタモルの魔法で変身しないと会話しただけで戦闘になる。核爆弾など強力な武器を売っているデパートが存在する。
コマンドの町
結界内部の町。ラグナ神の居城に近く異種族も多いが、デューンたちに親和的である。

## 登場人物

### 主人公たち
物語のメインメンバーであり、ゲーム中は最後までこの4人がパーティから離脱することはない。
デューン
人間の男。救世主として滅びの未来から長老ギルに預けられた。名前入力時の説明は「しゅじんこう」。異次元の神々からサガ世界を守るために旅に出る。攻撃とHPが高いが、魔力とMPは低い。本作のパッケージイラストではステスロス上で剣を構えた姿が描かれている。「おまかせ」コマンドは使用不能。
ポルナレフ
エスパーの男。デューン、ミルフィーと共に滅びの未来から預けられた。名前入力時の説明は「おとこともだち」。攻撃魔法が得意という設定だが、ゲーム中ではミルフィーより劣る。素早さと魔力が高い。ゲーム中の台詞がない。
ミルフィー
エスパーの女。同じく滅びの未来から預けられた。名前入力時の説明は「おんなともだち」。治癒魔法の才能があるが、ゲーム中では他のキャラクターと効果に差はない。魔力とMPが高いが、HPは最も低い。本作のパッケージイラストではステスロス上で杖を持った姿が描かれている。ポルナレフ同様、ゲーム中の台詞がない。
シリュー
長老ギルの孫娘である人間の女。メインメンバーの中では唯一の現在世界の人物である。名前入力時の説明は「すきなじょせい」。武道の心得があり、デューンのことが心配で3人と一緒に旅に出る。攻撃はそこそこだが、デューンより素早いため実戦では彼女が有利。

### シナリオキャラクター
一時的にパーティに加わるNPCメンバーで、本作では以下の5人が登場する。
メインメンバーと異なる点として、以下の制限がある。
- 経験値を得ることができず、レベルアップしない。
- 装備品を取り外せない。武具は、空きがあれば追加での装備はできるが、追加した装備も二度と取り外せない。また、魔法は取り外し・追加装備のどちらも不可能。
- 敵が落とす肉やパーツを使って種族変化することができない。

メルローズ
人間の男。デューンたちの兄貴分で、3人を戦士として育てた人物。先述の実戦型シミュレーター「バトルトレーナー」を制作し、ダームの町に設置した。「バトルトレーナー」に勝つと経験値だけではなく、ケロも入手できる。エンディングのスタッフロールにて「バトルトレーナー2」として改良され、対戦相手がボスキャラクターの異次元の神々に変更されている。物語開始から過去世界に旅立つまでパーティに加わる。未来世界では革命軍に参加している。
フレイヤ
エスパーの少女で、過去世界のイレムの町に住む。容姿は武道家。ドグラ神に誘拐され操られてしまう。現在世界に戻ったところで長老ギルに預けられ、未来世界ではメルローズと共に移転したダームの町で暮らしている。
ディオール
人間の男。現在世界で長老ギルに育てられた孤児の少年で、デューンたちの弟分。未来世界では革命軍のリーダーとなる。異次元世界に行ったところでパーティと別れるが、地底に行く直前で合流する。後にバリア装置を破壊するため自爆死したと思われたが、エンディングでボラージュが彼の細胞の破片をカプセルに保存していたため、ボルフェスのバイオ技術によって一命を取り留める。発売前の記事や「Sa・Ga 音楽集」の紹介文によると、途中でサイボーグ化する没設定があった。
ネメシス
人間の女。ディオールと共に長老ギルに育てられた孤児の少女で、デューンたちの妹分。未来世界では革命軍に参加するが、聖剣エクスカリバーを抜くことのできる「額に真紅の痣を持つ少女」であるがゆえに、フェンリル神によって異次元世界に拉致されている。フェンリル神を倒した以降はパーティに加わり、地底に行く直前でディオールと入れ替わりパーティからは離脱するものの、引き続きステスロスに搭乗してデューンたちの後方支援に回る。公式イラストとグラフィックはシスター姿である。なお、装備武器はマサカリである。
ボラージュ
エスパーの男。デューン・ポルナレフ・ミルフィーの3人を滅びの未来から現在世界に送り、長老ギルに預けた張本人。革命軍に協力するが、メンバーかどうかは不明。容姿と性格はクールだが決して非情ではない。異次元でデューンたちとの再会を果たし、ディオールの自爆後からパーティに加わり以降は最後まで行動を共にする。パラメータはほぼ最高に近い。武器はグングニル。

### その他のキャラクター
長老ギル
ボラージュから、まだ幼児であったデューン・ポルナレフ・ミルフィーの3人を託され育てた。未来世界ではすでに故人となっている。
クロノス
イレムの町の現在世界・未来世界の中心人物。過去世界ではまだ子供にすぎない。
おおばばさま
クロノスの祖母で、過去のイレムの町の中心人物。現在世界では魔法屋を経営している。未来世界でデューンたちは臨終を看取ることになる。
クエーサー博士
ステスロスの研究家。ソール神の作ったステスロスを複製し、ステスロス 2号機を作った。終盤では2号機の機関室に入る。
ボルフェス
一度死んだ人間でも細胞が生きていれば生き返らせることが可能な技術を持つ、バイオ研究専門の博士。
バルザイ
ステスロス乗組員の1人、機内で道具屋を開設。かつてソール神とともにステスロスに搭乗した賢者で、死者を成仏させる能力を持つ。
シャルル
ステスロス乗組員の1人、機内で魔法屋を開設。魔法石から古魔法を作りだす能力を持っている。
マサムネ
ステスロス乗組員の1人、機内で武器屋を開設。魔法石から武器を作り出したり、呪われた武器を聖剣に鍛え直したりする能力を持っている。
ズカウバ
ステスロス乗組員の1人、機内で防具屋を開設。魔法石から防具を作り出す能力を持っている。
ジュピター
デューンの父になる予定の男。フェンリル神に殺され、その頭脳がステスロス2号機に組み込まれた。エンディングでディオールと共に復活し、デューンと対面してその名を将来生まれる子に付けると話すが、彼がその子自身とは知らない。
ソール
サガ世界を創った神。異次元の神々に拉致され、ラグナ神に取り込まれてしまう。実はラグナ神とソール神は表裏一体の存在であり、ソール神が誕生した理由もラグナ神の中にわずかに残った「善」の部分がラグナ神から離れ実体化した存在だったことが物語終盤で明らかになる。

### 異次元の神々
そのほとんどがデューンたちと敵対する。
サハギン
異次元の神の手先として仕える者と、元は人間だったが海に入ったことで、体がサハギン化する伝染病になり変化してしまった者とがいる。
サガ世界の海底フィールドでも稀に出現することがある。
ドグラ
サガ世界の過去世界に侵入した異次元の四天王。フレイヤを誘拐した。寄生虫のような姿。
アシュラ
サガ世界の現在世界に侵入した異次元の四天王。前々作では四天王を束ねる存在、前作では第二世界の神だったが、今回は四天王の1人として登場。本作では前2作と異なりデザインが変更され、戦闘能力も大きく落ちておりシリーズ中最低となっている。
カオス
サガ世界の現在世界に侵入した異次元の四天王。海底に城をもうけた。岩の巨人のような姿。
ミロク
サガ世界の浮遊大陸に侵入した異次元の四天王。拉致したソール神にかわって、浮遊大陸を占拠している。女性のような姿。
フェンリル
異次元世界の神。ネメシスを誘拐したり、ハーミットの村人たちを石化させたりした。無眼で四腕の狼人間のような姿。
ベリアル
異次元世界の神。ステスロス乗組員の賢者バルザイを殺そうとしている。口が多数付いた人魂のような姿。
パゴス
異次元世界の神。すでに死んでおり、自分を成仏させることのできる者が訪れるのを待ち望んでいる。顎が二重になった恐竜のような姿。
ヨルムンガンド
異次元世界の荒れ狂う砂漠の主。デューンたちが乗るステスロスを砂嵐に吸い込み、墜落させた。無眼で鋭い歯を持つ巨大なミミズのような姿。異次元地底でも稀に出現することがある。
ボルボック
異次元世界の神。ラグナ城を守るための結界発生装置の番をしている。複数の髑髏が融合したような姿。
ティール
異次元世界の神。ラグナ神の玉座へつながる道の最終門番の役割を果たしている。頭の尖った有翼の怪人の姿。
ラグナ
サガ世界への侵略を仕掛けた異次元世界の最高神。ソール神と融合し巨大な力を得て、サガ世界を滅ぼそうとしている。その正体は異次元世界の海そのものであり、水瓶からサガ世界に流れ込む水も身体の一部である他、デューンたちが戦うのは核に当たる部分である。外見のモデルはクトゥルフ神話のアザトース。

## 開発

### シリーズ他作品との関係
サガシリーズは河津秋敏のチームによる作品だが、本作はスーパーファミコン発売に伴い『ロマンシング サ・ガ』（1992年）と同時開発になり、その際に河津が『ロマンシング サ・ガ』の開発に配属されたため、クリスタルソフトから移籍してきた藤岡千尋、笹井隆司、井出康二らを中心としたスクウェア大阪のデビュー作となっている。
開発スタッフの違いに伴い、全体的な雰囲気がシリーズの他作品と異なっている。システム面においても、多種族制など前2作の要素にも配慮しつつ、FFシリーズなどの一般的なコンピュータRPGに近くなっている。本作のシステムの一部は、同スタッフが開発を担当したFFシリーズの外伝作『ファイナルファンタジーUSA ミスティッククエスト』（1992年）へも受け継がれた。
「Sa・Ga」と冠しているタイトルではあるものの、『アンリミテッド:サガ』（2002年）の製作発表FLASHでは、冒頭のクレジットにて河津秋敏プレゼンツと表記されていたため、河津作品でない本作に関してタイトルの表記からは除外されていた。後のニンテンドーDS版『サガ2秘宝伝説 GODDESS OF DESTINY』（2009年）の公式サイトに附された「SAGA 生誕20周年」のFLASHなどでは、サガシリーズのひとつとして紹介されている。
なお、本作のリメイクであるニンテンドーDS版『サガ3時空の覇者 Shadow or Light』は、他のサガシリーズと同様に河津秋敏がシリーズディレクターを担当している。

## 音楽
クリスタルソフトから移籍した元ノヴェラのベーシストで作曲家の笹井隆司が本作の楽曲の多くを制作したほか、開発する中で新たに曲が必要になった際は、プロデューサーの藤岡が作曲した。
藤岡は、元々笹井の楽曲を気に入っており、本作の開発にあたって笹井を推薦したのも藤岡である。
また、笹井とは『夢幻の心臓III』などで一緒に仕事をしてきたことから、藤岡は笹井の作風を理解していたほか、大まかな意識合わせもできていた。このため、藤岡は笹井に楽曲を発注する際、「『Sa・Ga』の押さえるべきところは押さえつつも、音楽も笹井の作風を出してよい」という指示を出し、大雑把なリストと『Sa・Ga2 秘宝伝説』のソフトを送りつけた。
ゲームボーイではProgrammable Sound Generatorが使われていたため、従来の作曲方法が通用しなかったものの、藤岡は「3音という制約の中で笹井の雰囲気を出すための工夫が楽しくもあった」と、2018年のファミ通とのインタビューの中で振り返っている。

### 曲目一覧
括弧内は主に使用されている箇所。
1. オープニング（タイトル）
2. 未来への旅立ち（サガ世界フィールド）
3. ディープ（サガ世界海底フィールド、異次元地底キノコの森）
4. オアシス（サガ世界の町）
5. 戦!（通常戦闘）
6. 聖なる遺跡（神殿、遺跡、カオス城下層部、ヨルムンガンドの抜け殻）
7. 要塞（山や塔、カオス城上層部）
8. 異次元の神々（主要ボス戦）
9. Eat the meat（戦闘勝利）
10. 戦士の休息（全滅）
11. 異次元のテーマ（異次元地上フィールド、ステスロス内部）
12. 異郷の町（浮遊大陸や異次元世界の町）
13. ダンジョン（洞窟、沈没船、モズマの町）
14. ステスロス（イベント各種）
15. 狂気（イベント各種）
16. 涙をこらえて（イベント各種、最終ボス戦前半）
17. ダークゾーン（異次元地底フィールド）
18. ラグナの宮殿（ラグナ城）
19. 神戦（最終ボス戦後半）
20. 時空の覇者（エンディング）

## スタッフ
- プロデューサー：藤岡千尋
- ディレクター：井出康二
- ゲームデザイン：森田正徳、京念秀史
- システムプログラム：藤井武夫、いちきち
- バトルプログラム：近藤勝裕、五藤聖高
- グラフィック：壁雅弘、安田由紀
- デベロップスタッフ：しもじみわこ、百瀬季之
- サウンド：笹井隆司（前作から引き継いだ曲は植松伸夫作曲、笹井隆司編曲）
- イメージイラスト：藤岡勝利

## 評価
- ゲーム誌『ファミコン通信』の「クロスレビュー」では、8・7・7・7・の合計29点（満40点）となっている[15][9]。レビュアーの意見としては、「確かに名前は『Sa・Ga』だけど、違うゲームみたい」などと評されている[15]。

- ゲーム誌『ファミリーコンピュータMagazine』の読者投票による「ゲーム通信簿」での評価は以下の通りとなっており、24.8点（満30点）となっている[13]。

| 項目 | キャラクタ | 音楽 | お買得度 | 操作性 | 熱中度 | オリジナリティ | 総合 |
| 得点 | 4.3        | 4.1  | 3.9      | 4.1    | 4.5    | 4.0            | 24.8 |